# バレリルフェンタニル
バレリルフェンタニル（英：Valerylfentanyl）は、フェンタニル類似体であるオピオイド鎮痛薬で、デザイナードラッグとしてオンラインで販売されている。違法市場ではほとんど報告されておらず、情報が少ないが、ブチルフェンタニルよりは弱いが、ベンジルフェンタニルよりは強いと考えられている。In one study, it fully substituted for oxycodone and produced antinociception and oxycodone-like
discriminative stimulus effects comparable in potency to morphine in mice, but failed to stimulate locomotor activity in mice at doses up to 100 mg/kg.

## 副作用
フェンタニル類似体の副作用はフェンタニル自体の副作用と類似し、痒み、吐き気、生命に関わる重篤な呼吸抑制の可能性がある。フェンタニル類似体は、2000年代初頭にエストニアで使用が再燃されて以来ヨーロッパと旧ソビエト連邦の全域で数百人の死者を出しており、新たな誘導体も出現し続けている。米国では2014年頃からフェンタニル類似体のニューウェーブにより、それによる関連死が始まった。特に2016年以降、これらの薬物は毎週数百人の過剰摂取による死亡の原因となっている。

## 法的位置付け
バレリルフェンタニルは2018年2月1日以降、米国ではSchedule I controlled drugである。
In December of 2019, the UNODC announced scheduling recommendations placing valerylfentanyl into Schedule I.

## 関連記事
- アセチルフェンタニル
- ブチルフェンタニル
- クロトニルフェンタニル
- フラニルフェンタニル
- フェンタニル類似体の一覧